# Philipp Renczes
Philipp Gabriel Renczes, né le 15 mars 1964 à Stuttgart (Bade-Wurtemberg) est un prêtre jésuite et théologien allemand. Il enseigne à l'université grégorienne de Rome.

## Biographie
Entré dans la Compagnie de Jésus le 11 septembre 1983, Renczes est ordonné prêtre le 24 avril 1992 et soutient en 1999 sa thèse de doctorat à l'université Paris IV et à l'Institut catholique de Paris. Depuis 2000, il enseigne la théologie dogmatique à l'université pontificale grégorienne et, depuis 2003, la patristique à l'Augustinianum.
De 2011 à 2017, il a dirigé le Centre Cardinal Bea pour les relations entre les Juifs et les chrétiens.
Il est doyen de la faculté de théologie de l'Université Grégorienne, et professeur invité à l'Institut oriental (l'Orientale) de Rome. Son domaine de recherche et d'enseignement est la patristique.

## Publications
- Agir de Dieu et liberté de l'homme. Recherche sur l'anthropologie de la théologie de Saint Maxime le Confesseur, Paris, Cerf, 2003,  (ISBN 2-204-07158-7) [5],[6](traduction italienne en 2014).